# Попов, Борис Михайлович
Бори́с Миха́йлович Попо́в (29 января (старого стиля) 1883, Пермь — 16 марта 1941, Батуми) — русский советский музыковед, музыкальный педагог, дирижёр, музыкальный критик. Известен также как адвокат, общественный деятель, филателист.

## Биография
Борис Попов родился 29 января 1883 года в Перми в семье присяжного поверенного М. Я. Попова. По окончании Пермской мужской классической гимназии, учился в Лазаревском институте восточных языков. Позднее поступил на юридический факультет Московского университета.
С 1901 года, ещё во время учёбы в Москве, Борис Михайлович начал выступать в качестве музыкального критика. Он состоял редактором музыкальных отделов и музыкальным критиком ряда российских газет и журналов, например, «Пермские губернские ведомости» (с 1901 года), «Пермский край» (с 1902 года), «Русская музыкальная газета» (в 1905—1906 годах), «Золотое руно» (в 1906 году), «Голос Москвы» (в 1907—1909 годах), «Перевал» (в 1907 году), «Музыкальный труженик» (в 1909—1910 годах), «Аполлон» (в 1910 году), «Музыка» (в 1911—1914 годах), «Хроника журнала „Музыкальный современник“» (в 1916 году), печатался за рубежом — в Берлине, Париже, Брюсселе. Он публиковался под псевдонимами: Армонофил, Б. Г., Б. Групильон, Б. П., Мизгирь и As-dur. В своих публикациях Б. М. Попов достаточно полно и всесторонне освещал музыкальную жизнь, его рецензии отличаются знанием музыкальной литературы того времени, наблюдательностью и остроумием.
Окончив в 1908 году Московский университет, Б. М. Попов вернулся в Пермь, где устроился на должность помощника присяжного поверенного. Он состоял также действительным членом Общества исторических, философских и социальных наук при Пермском университете, действительным членом комитета Пермской городской библиотеки, в которой под его руководством был создан музыкальный отдел. В том же 1908 году совместно с Н. И. Никитиным Борис Михайлович организовал Пермское филармоническое общество (общественную филармонию), где был дирижёром. Он преподавал историю музыки в музыкальных классах общества и в частной музыкальной школе Э. Э. Петерсен. Б. М. Попов с успехом читал лекции, посвящённые творчеству отечественных и зарубежных композиторов, а также составлял тексты концертных программок.
С 18 марта 1917 года — член Пермского комитета партии кадетов. В ноябре того же года выдвигался от этой партии в члены Всероссийского Учредительного Собрания, но не набрал достаточного числа голосов. В 1919 года, при «белых», совмещал обязанности присяжного поверенного с редактированием газеты «Свободная Пермь». Покинул Пермь с отступавшими «белыми» войсками летом 1919 года.
В 1920 году Борис Михайлович переехал в Иркутск. Какое-то время он работал помощником заведующего Иркутской городской публичной библиотекой, а 5 ноября 1920 года его зачислили на должность преподавателя кафедры истории искусств Иркутского государственного университета. 20 ноября того же года, после завершения формирования общественного Музыкального университета (ныне Иркутский музыкальный колледж), он был приглашён туда для ведения учебных дисциплин. Вместе с другими видными деятелями музыкальной культуры Иркутска Б. М. Попов активно поддержал начинание педагогического факультета университета по организации платных концертов для привлечения средств на оборудование, необходимое для деятельности вуза, получивших название «Музыкальные пятницы». Первая лекция-концерт «Музыкальных пятниц», на которой Б. М. Попов прочитал лекцию о творчестве композитора П. И. Чайковского, состоялась 6 октября 1922 года. Последняя лекция, 127-я по счёту, состоялась 27 мая 1932 года. Б. М. Попов также плодотворно работал в музыкальной редакции Иркутского радиокомитета. Редакция Сибирской советской энциклопедии, издававшейся в Новосибирске, обращалась к Б. М. Попову за помощью как к большому авторитету в вопросах музыкальной культуры Сибири.
В 1932 году Б. М. Попов переехал из Иркутска в Батуми. Там он работал преподавателем истории музыки в Батумском музыкальном училище.
Умер Б. М. Попов 16 марта 1941 года.

## Вклад в филателию
Б. М. Попов был известный в СССР филателист. Он начал заниматься коллекционированием ещё до революции 1917 года, вёл зарубежный обмен, хорошо ориентировался в мире марок. Сведений о коллекции Бориса Михайловича не сохранилось. Известно только, что в 1930 году он начал интересоваться земскими марками.
С 1925 по 1930 год Б. М. Попов неоднократно публиковался в центральной филателистической печати СССР. В своих публикациях Борис Михайлович, основываясь на опыте зарубежных почтовых администраций, поднимал многие серьёзные вопросы эмиссий советских марок, например, по выпуску памятных знаков почтовой оплаты к юбилеям — революции 1905 года, восстания декабристов, марок для заказных отправлений. Впоследствии ряд его предложений был учтён в тематических планах выпуска марок и в изображениях на них.
В сентябре 1926 года им была опубликована статья «Почта — детям», в которой автор серьёзно размышлял о необходимости эмиссии специальных почтово-благотворительных серий с надбавками к номиналу для получения средств на работу с детьми, такую как борьба с беспризорностью, детскими болезнями, охрана материнства и младенчества, помощь школе. В том же году Б. М. Поповым в соавторстве с Ф. Г. Чучиным и Л. К. Эйхфусом была написана статья «Марки МНР», которая затем была переведена на немецкий язык и напечатана в журнале Филателистического интернационала.
В 1928 году в статье «Авиаштемпель Иркутск—Москва» Б. М. Поповым впервые был описан особый штемпель, ставившийся на почтовых отправлениях, доставленных из Москвы в Иркутск почтовым самолётом.

## Музыкальная критика
- К постановке «Царской невесты» // Пермские губернские ведомости. — 1901. — № 243.
- Музыкальные заметки: несколько слов по поводу нашего оперного репертуара. «Лакмэ» Л. Делиба // Пермский край. — 1902. — № 295.
- Московские впечатления(…) Забелла и «Снегурочка» на сцене Частной оперы. // Пермский край. — № 538.
- Новые произведения Вл. Ребикова // Русская музыкальная газета. — 1905. — № 25—26, 27—28, 29—30; 1906. — № 13.
- Моцарт // Золотое руно. — 1906. — № 1.
- Глинка и новая музыка // Перевал. — 1907. — № 5.
- Памяти Улыбышева // Голос Москвы. — 1908. — № 20.
- Памяти Гайдна (1809—1909) // Муз. труженик. — 1909. — № 16—17.
- Памяти Шопена: (К 100-летию со дня рождения, 9 февр. 1910 г.) // Аполлон. — 1910. — № 5.
- 14 янв. 1901 г.: (Десятилетие смерти Дж. Верди) // Музыка. — 1911. — № 6.
- И. Г. Шеин // Музыка. — № 7.
- Байрейт-Китеж // Музыка. — № 28.
- «Луиза» Шарпантье // Музыка. — № 42.
- Арканджело Корелли // Музыка. — 1913. — № 113, 153.
- Эоловы арфы // Музыка. — 1914. — № 178.
- Пермские письма // Хроника журнала «Музыкальный современник». — 1916. — № 5—6, 14, 22; 1917. — № 13—14, 17 и др.
- Хроника // Русская музыкальная газета. — 1914. — № 7—8. — С. 217; № 18—19. — С. 478 и др.
- Корреспонденции // Порозов В. А. Пермь музыкальная. — Пермь, 2004. — С. 121—125.